# Rhinella gildae
Rhinella gildae é uma espécie de anfíbio anuro da família Bufonidae. Está presente no Brasil. A UICN classificou-a como em perigo de extinção.